# Barrier (Vulkan)
Der Vulkankomplex Barrier liegt am Südende des Turkana-Sees, dem größten Binnengewässer Kenias, und trennt diesen vom Logipi-See.

## Beschreibung
Der Barrier besteht aus vier sich überlagernden Schildvulkanen, der Kalolenyang, der Kakorinya, der Liakiu West sowie der Liakiu Ost. Vor 92.000 Jahren entstand die Caldera des Kakorinya mit einem Durchmesser von 3,8 Kilometern. Innerhalb der Caldera entstanden mehrere Lavaströme. An der Süd- und Nordflanke des Vulkans befinden sich einige Aschenkegel und Lavaströme. Felder mit schwefligen Dämpfen befinden sich innerhalb der Caldera sowie an der West- und Südflanke des Vulkans. 
Folgende historische Ausbrüche des Vulkans sind bekannt: 7710 v. Chr. ± 200 Jahre (Südflanke), 1030 ± 150 Jahre, 1050 ± 150 Jahre, 1090 ± 50 Jahre, 1871 ± 3 Jahre (Nordflanke, Teleki-Krater), 1888, 1895, 1897, 1917, 31. Dezember 1921 ± 1 Jahr.